# Невозможная любовь
Невозможная любовь (фр. Un amour impossible) — французско-бельгийский драматический фильм 2018 года, поставленный режиссёром Катрин Корсини по одноимённому роману Кристин Анго. В 2019 году фильм был номинирован сразу в 4-х категориях на получение французской национальной кинопремии «Сезар».

## Сюжет
Конец 1950-х годов. Рашель — скромная офисная сотрудница. Однажды она встречает Филиппа, молодого человека из богатой и влиятельной семьи. Страсть, которая вспыхивает между молодыми людьми, приводит к тому, что у них рождается дочь Шанталь. Но Филипп, несмотря на то, что у него теперь есть ребёнок, не желает жениться на девушке, что стоит на низшем уровне социальных ступеней, чем он. Рашель решает воспитать Шанталь сама, без помощи отца ,предоставив ему всю свободу выбора как участвовать в её жизни и жизни дочери ,что возможно и стало ошибкой и таким итогом этой истории .

## В ролях
- Виржини Эфира — Рашель
- Нильс Шнайдер — Филипп
- Дженни Бет — взрослая Шанталь
- Эстель Лекюр — подросток Шанталь
- Корали Руссье — Николь
- Илиана Забет — Габи Шварц
- Катрин Морло — бабушка
- Амбре Гасай — Шанталь (в возрасте 3—5 лет)
- Саша Алессандри-Торрес Гарсия — Шанталь (в возрасте 6—8 лет)
- Пьер Сальвадори — доктор
- Гаэль Камилинди — Франк (в титрах: Гаэль Камилинди из «Комеди Франсез»)
- Симон Бакуше — Ален
- Дидье Сандр — отец Филиппа
- Симон Пулен — Мишель
- Лионель Робер — директор психиатрической больницы
- Муния Рауи — психолог
- Артур Игуаль — Седрик
- Жан-Кристоф Бретиньер — Режис
- Режис Ромель — психоаналитик
- Мелина Гарсия — 5-месячная Шанталь

## Съёмочная группа
- Режиссер — Катрин Корсини
- Продюсеры — Элизабет Перез, Анне-Лауре Лабади (сопродюсер), Жан Лабади (сопродюсер), Филипп Логи (ассоциированный продюсер), Патрик Кине (сопродюсер)
- Сценаристы — Катрин Корсини и Лоретта Полманс по книге Кристин Анго
- Оператор — Жанна Лапуари
- Композитор — Грегуар Хецель
- Художники — Тома Бакени (постановщик), Тома Салабер и Вирджиния Монтель (по костюмам)
- Монтажёр — Фридерик Бейеэш